# Кінець отамана
«Кінець отамана» (рос. «Конец атамана») — радянський фільм 1970 року режисера  Шакена Айманова. Перший фільм  тетралогії про чекіста Чадьярова. Наступні фільми —  Транссибірський експрес (1977), Маньчжурський варіант (1989) і Хто ви, пане Ка? (2010).

## Сюжет
Фільм розповідає про історичні події в Казахстані і  Синьцзян-Уйгурському районі Китаю в 1920—1921 роках — операції з ліквідації ватажка білогвардійських загонів  отамана Дутова.

## У ролях
- Асаналі Ашимов —  чекіст Чадьяров
- Віктор Авдюшко —  чекіст Суворов
- Геннадій Юдін —  Юхан
- Юрій Саранцев —  Нєстєров
- Володимир Гусєв —  чекіст-зрадник Петро Кривенко
- Владислав Стржельчик —  отаман Дутов
- Борис Іванов —  Іона
- Нурмухан Жантурін —  Аблайханов
- Алтинай Єлеуова —  Салтанат
- Нуржуман Іхтимбаєв —  Аким
- Зейнулла Сетеков —  Усен
- Аліна Немченко —  Наталя Дутова
- Юзеф Мироненко —  ад'ютант отамана Дутова
- Ніна Лі —  Лі
- Курван Абдрасулов —  Ахмед
- Ельдор Уразбаєв

## Знімальна група
- Режисер:  Шакен Айманов
- Автори сценарію: Андрій Кончаловський,  Едуард Тропінін,  Андрій Тарковський (немає в титрах)
- Оператор-постановник:  Асхат Ашрапов
- Художник-постановник: Віктор Ледньов
- Другий режисер:  Хуат Абусеїтов
- Композитор:  Еркегалі Рахмад
- Звукорежисер: Ліна Додонова
- Монтаж: Роза Джангазіна
- Художник по костюму:  Валентин Перельотов
- Музичний супровід: Оркестр  Казахського державного академічного театру опери та балету імені Абая
- Диригент:  Газіз Дугашев